# Mikhaïl Kobàlia
Mikhaïl Róbertovitx Kobàlia (en rus: Михаи́л Ро́бертович Коба́лия; nascut el 3 de maig de 1978) és un jugador d'escacs rus, que té el títol de Gran Mestre des de 1997.
A la llista d'Elo de la FIDE del desembre de 2021, hi tenia un Elo de 2546 punts, cosa que en feia el jugador número 41 (en actiu) de Rússia, i el 244è millor jugador al rànquing mundial. El seu màxim Elo va ser de 2679 punts, a la llista de maig de 2011 (posició 59 al rànquing mundial).

## Resultats destacats en competició
El 2001 va guanyar el Memorial Txigorin a St. Petersburg. El 2004, fou segon al Festival d'Abu Dhabi, empatat amb Pavel Kotsur i Pendyala Harikrishna (el campió fou Dmitri Botxarov). El 2005 fou primer al Torneig Obert de Mestres de Biel. A finals d'any, va participar en la Copa del món de 2005 a Khanti-Mansisk, un torneig classificatori per al cicle del Campionat del món de 2007, on va tenir una mala actuació i fou eliminat en primera ronda per Zhang Zhong.
El 2007, empatà als llocs 1r-6è amb Vitali Golod, Mateusz Bartel, Iuri Iàkovitx, Michael Roiz i Zahar Efimenko a la 16a edició del torneig internacional Monarch Assurance de l'Illa de Man. El 2009 empatà als llocs 9è-11è amb en Borís Gratxev i en Tomi Nyback al Campionat d'Europa individual a Budva. El 2010 va guanyar l'Arctic Chess Challenge empatat al primer lloc amb Manuel León Hoyos, a Tromso, Noruega. El 2011 va puntuar 7½/11 a la 12a edició del Campionat d'Europa individual, on es classificà en 18è lloc al desempat, i obtingué així una plaça de classificació per la Copa del Món de 2011.
Entre l'agost i el setembre de 2011 participà en la Copa del món de 2011, a Khanti-Mansisk, un torneig del cicle classificatori pel Campionat del món de 2013, i hi va tenir una mala actuació; fou eliminat en primera ronda per ígor Lissi (1-3).

## Partides notables
- Mikhail Kobalia vs Michael Adams, FIDE WCh KO 2001, atac indi de rei, variant iugoslava (A07), 1/2-1/2
- Mikhail Kobalia vs Ante Brkic, 10è Campionat d'Europa 2009, defensa siciliana: variants modernes (B50), 1-0